# Perugina denticula
Perugina denticula är en insektsart som beskrevs av Dietrich och Dmitry A. Dmitriev 2006. Perugina denticula ingår i släktet Perugina och familjen dvärgstritar. Inga underarter finns listade i Catalogue of Life.